# Il portiere
Il portiere (Вратарь, Vratar') è un film del 1936 diretto da Semёn Alekseevič Timošenko.